# Nicolaus Nicolai Prytz
Nicolaus Nicolai Prytz, född 1605 i Torpa socken, Strängnäs stift, död 22 april 1689 i Västerfärnebo socken, Västmanlands län, var en svensk militär, präst och riksdagsman.

## Biografi
Nicolaus Nicolai Prytz var enligt herdaminnena son till en kyrkoherde i Torpa socken som dock inte har kunnat spåras. Modern ska i ett senare gifte ha varit hustru till Petrus Petri Gangius far. Prytz inträdde först i rytteriet där han hade rangen av löjtnant, när han enligt sägnen i brist på närvarande präst under ett fälttåg predikade inför Gustav II Adolf som såg till att han fick omskola sig till präst. Han tog magistergraden i Dorpat 1636 sedan han disputerat med Oratio de Jurisprudentia, fick rektorstjänst vid Köping skola och prästvigdes 1638 för att sedan verka vid Västerås gymnasium som lektor med Haraker socken som prebende. 1648 blev han kyrkoherde i Västerfärnebo socken och kontraktsprost i Västerfärnebo, Norberg och Våla.
Prytz var riksdagsman 1655 och 1658.
Första hustrun var dotter till Samuel Matthiæ Malmenius och andra hustrun dotter till Magnus Olai Asteropherus. En dotter i andra äktenskapet var hustru till Petrus Christierni Christiernin.